# Elisabeth van Saksen-Altenburg

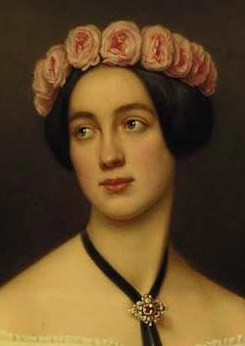
Elisabeth van Saksen-Altenburg

Elisabeth Pauline Alexandrine (Hildburghausen, 26 maart 1826 – Oldenburg, 2 februari 1896), prinses van Saksen-Altenburg, was de dochter van Jozef van Saksen-Altenburg en Amelie van Württemberg.
Ze trouwde op 10 februari 1852 met groothertog Peter II van Oldenburg. Uit dit huwelijk werden twee zonen geboren:
- Frederik August (1852-1931)
- George Lodewijk (1855-1939)

Ze stierf op op 69-jarige leeftijd.